# Cave Spring (Geórgia)
Cave Spring é uma cidade localizada no estado americano de Geórgia, no Condado de Floyd.

## Demografia
Segundo o censo americano de 2000, a sua população era de 975 habitantes.
Em 2006, foi estimada uma população de 1010, um aumento de 35 (3.6%).

## Geografia
De acordo com o United States Census Bureau tem uma área de
10,4 km², dos quais 10,4 km² cobertos por terra e 0,0 km² cobertos por água.

## Localidades na vizinhança
O diagrama seguinte representa as localidades num raio de 28 km ao redor de Cave Spring.